# Слободна воља
Слободна воља (лат. liberum arbitrium) филозофски и теолошки је концепт према коме свака особа има слободу да сама одлучује о својим поступцима. Другим речима, индивидуа слободно одлучује и бира своје поступке и начин поступања. Насупрот овом концепту постављају се концепти, између осталих, детерминизма, према којем је слобода ограничена природним факторима, и фатализма, према којем је слобода ограничена натприродним факторима (нпр. Бог, судбина).
Синтагма „слободна воља” има религијске, етичке и научне импликације:
- У религији је слободна воља човека одређена одлуком Бога (свемогућег и свезнајућег) да не користи своју моћ како би утицао на одлуке човека,[1]
- У етици је овај концепт темељ без кога човек не би могао бити одговоран за своје поступке,[2]
- У науци, идеја слободне воље подразумева слободу мишљења, дакле, и ума, у односу на каузалитет научних закона.[3][4]

Деловање човека према слободној вољи има своје место и у праву у којем је овај концепт уграђен у законодавству (индивидуална одговорност, независно доношење судских одлука).
Слободна воља је у блиској вези са концептима моралне одговорности, похвале, кривице, греха и осталим судовима који се могу применити искључиво на поступке који су резултат слободне воље. Постоји више различитих мишљења која разматрају утицаје на слободну вољу, односно, истинску могућност доношења слободних одлука.
Поменути детерминизам сугерише да је могућ само један ток догађаја, што није конзистентно са постојањем слободне воље. На овај проблем указали су филозофи античке Грчке и он и данас остаје у фокусу филозофских расправа.
Насупрот томе, у компатибилизму се истиче стајалиштем према којем је слободна воља компатибилна са детерминизмом. Постоје и мишљења која наводе да је детерминизам неопходан за слободну вољу, тврдећи да сваки избор претпоставља преферирање једног поступка у односу на други, при чему су важне претпоставке о последицама поступка.
Слободна воља је стање у којем су мисли и понашање неке особе одређени сопственом вољом, а не спољашњим чиниоцима.
Кад би камен који пада имао свести, он би држао да је његово падање резултат његове слободне воље.— Барух Спиноза
Термин слободна воља је оспораван са филозофског, психолошког и социјалног становишта нарочито у контексту аутодеструктивних или других поступака који могу наносити било коју врсту штете самом себи, другим особама, групама, институцијама или социјалној заједници. Психолошки, слободна воља је разумљива у контексту доношења и извршења аутономних опредељења деловања и преузимања одговорности за последице учињеног.
Само неинтелигентан дух врши избор у животу… Истински интелигентан човјек не може имати избора, јер његов дух може бити свјестан једино онога што је истинито, па према томе може да се одлучи једино за пут истине. Избор му је једноставно немогућ. Само неразуман дух има слободу воље.— Кришнамурти
Према томистичкој традицији слобода воље јесте човеково својство којим је он господар својих дела, а потиче од тога што се човек одлучује о алтернативама избора на темељу своје разумске спознаје.

## Западна филозофија
Темељна питања су да ли имамо контролу над нашим деловањем, и ако је тако, какву врсту контроле и у којој мери се може вршити. Ова питања претходе раном грчком стоицима (на пример Хрисипу), и неки модерни филозофи жале недостатак напретка током свих ових миленијума.
С друге стране, људи имају снажан осећај слободе, што их води ка веровању да имају слободну вољу. Додуше треба имати у виду да интуитивни осећај слободне воље може се буде погрешан.
Тешко је ускладити интуитивну евиденцију да су свесне одлуке узрочно ефективне са гледиштем да се физички свет може сматрати савршено подложним физичким законима. Конфликт између интуитивног осећаја слободе и природних закона настаје кад се било узрочно затварање или физички детерминизам (номолошки детерминизам) испољи. При узрочном затварању, ни један физички догађај нема узрок изван физичког домена, и при физичком детерминизму, будућност је у потпуности одређена претходним догађајима (узрок и последица).
Загонетка помиривања слободне воље са детерминистичким свемиром је позната као проблем слободне воље, или се понекад назива дилемом детерминизма. Ова дилема исто тако доводи до моралних дилема: питања како приписати одговорност за акције ако су оне у потпуности узроковане ранијим догађајима.
Компатибилисти тврде да ментална реалност сама по себи није узрочно ефективна. Класични компатибилисти су се суочили са дилемом слободне воље тврдећи да је слободна воља делотворна докле год особа није спољашње ограничена или под присилом. Модерни компатибилисти праве разлику између слободе воље и слободе акције, другим речима, они раздвајају слободу извора од слободе деловања у складу с њим. С обзиром на то да сви људи доживљавају осећај слободне воље, неки савремени компатибилисти сматрају да је неопходно прилагодити се тој интуицији. Компатибилисти често повезују слободу воље са могућношћу доношења рационалних одлука.
Другачији приступ дилеми је онај који заступају инкомпатибилисти, наиме, ако је свет детерминистичан онда, наш осећај да смо слободни да изаберемо акцију је једноставно илузија. Метафизички либертаријанизам је облик некомпатибилности који поставља да је детерминизам лажан и да је слободна воља могућа (да бар неки људи имају слободну вољу). Ово гледиште повезано је с нематеријалистичким конструкцијама, укључујући традиционални дуализам, као и моделе који подржавају минималније критерије; као што је способност свесног вета деловања или конкурентске жеље. Ипак, чак и при физичком индетерминизму, аргументи су били направљени против либертаријанизма, јер је тешко одредити место порекла (одговорност за „слободне” индетерминистичке изборе).
Слободна воља се претежно третира у погледу физичког детерминизма у строгом смислу номолошког детерминизма, иако су други облици детерминизма такође релевантни за слободну вољу. На пример, логички и теолошки детерминизам изазивају метафизички либертаријанизам са идејама да судбина, и биолошки, културни и психолошки детерминизам хране развој компатибилистичких модела. Одвојене класе компатибилизма и некомпатибилизма се чак могу формирати ради њиховог представљања.